# 喜多七太夫長能
喜多 七太夫長能（きた しちだゆう ちょうのう / おさよし、天正14年（1586年） - 承応2年1月7日（1653年2月4日））とは、能楽シテ方喜多流の流祖。当時は北七太夫と名乗り、二代十太夫当能より「喜多」を名乗ったが、多くは初代も喜多七太夫と記される。後世、古七大夫（こしちたゆう）とも呼ばれた。別名、六平太。法名は願慶。
堺の目医者・内堀某の子とされるが、はっきりしない。7歳で能を器用に舞ったことから「七ツ太夫」と呼ばれた。慶長元年（1596年）、10歳で金剛座の一員として薪猿楽に出演したことが記録に残り、当時から人気の役者であったらしい。金剛太夫弥一の養子に迎えられ、金剛三郎と名乗り金剛座の嗣子となる。慶長10年（1605年）に弥一が没すると後継の大夫となり、またその直後に金春大夫安照の娘を娶るが、岳父・安照は三郎の才能を危険視し、芸の指導を行わなかったと伝えられる。
大坂の陣では豊臣方に参加し、戦後は浪人する。金剛大夫は弥一の実子・右京勝吉が継いだ。浪人中は京都で遊女に舞を教えるなど、能界を一時退いていた。
元和5年（1619年）、徳川秀忠の上洛に際し金剛七大夫を名乗って復帰、以後その愛顧を受けて芸界の首位を獲得する。当時各座の大夫格がいずれも若年であったことも幸いしたと考えられる。特に大御所となった後は秀忠の七大夫への寵愛は著しく、これに追随する形で黒田長政、伊達政宗、藤堂高虎といった大名たちも七大夫を賞翫した。寛永4年（1627年）頃からは北七大夫を称し、自然と金剛座から独立した喜多座というべき一座を形成する。
この七大夫の類を見ない勢威を嫉視するものも多く、寛永11年（1634年）、「関寺小町」の上演をきっかけに閉門を命じられたのは、そうした同輩の策謀であったと考えられている。この際には伊達政宗が将軍・徳川家光を饗応して赦免させている。以後も芸界の第一人者として活動するが、慶安2年（1649年）に勧進能を行うため上洛の最中、伊勢桑名で馬方を殺害したことで領主の松平定綱との間に悶着を起こし、一時逼塞する。以後は四男で後継者である十大夫正能の成長もあり演能機会は減り、慶安4年（1651年）に徳川家綱の将軍宣下祝賀能に出演した直後に引退。承応2年（1653年）1月に没。墓所は世田谷区浄真寺。
一代にして喜多流を創立し、記録に残っているだけでも1,000番を超える能を舞った七大夫は、秀吉時代から江戸初期を代表する能役者であり、以後彼に並ぶ業績を残した能役者はいないと評価されている。